# Admass
Admass (ang. advertisement + mass media) – termin wprowadzony w 1955 r. przez J. B. Priestleya na określenie społeczeństw powojennej Europy, współkształtowanych jego zdaniem przez reklamę i mass media. Uważał, że pęd ku konsumpcji oraz wszystkiemu, co najmniej poważne i najmniej trwałe pośród przedmiotów ludzkich pragnień, stanowi zagrożenie dla całej struktury społecznej. Terminem tym często posługują się krytycy roli reklamy w społeczeństwach zachodnich.